# Gloria Cuenca
Gloria Cuenca (Caracas, 1940) es escritora, periodista y profesora titular jubilada de la Universidad Central de Venezuela, donde impartió la cátedra de Ética y Legislación de la Comunicación.

## Biografía
Gloria Cuenca es hija de Humberto Cuenca notable dirigente del Partido Comunista de Venezuela. Desde muy joven estuvo afiliada al PCV y después de 20 años declinó a la militancia. Fue columnista de opinión en los medios de comunicación impresa Últimas Noticias y El Regional del Zulia.  
Estuvo casada con el periodista Adolfo Herrera. (n. Porlamar, Nueva Esparta, 19 de agosto de 1940 - f. 4 de mayo de 2013) profesor y exdirector de la Escuela de Comunicación Social de la Universidad Central de Venezuela (UCV) y director fundador de El Regional del Zulia, Zuliana de Televisión y del vespertino La Tarde que circuló en Maracaibo, con quien compartió años de su carrera y fue un pilar fundamental en su vida. La profesora Cuenca tuvo dos hijos; Marianella de profesión médico nutriólogo y Adolfo Humberto, músico-baterista y comunicador social.

## Trayectoria
Estudió Derecho en la Universidad de Roma y en la Facultad de Ciencias Jurídicas y Políticas de la UCV. Luego, obtuvo el título de Magíster en Comunicación Social, mención Política y Planificación de la Comunicación en América Latina (UCV, 1982) y más tarde el Doctorado en Ciencias Políticas (1989).
Fue docente de la asignatura Ética y Legislación en Comunicación, en la Escuela de Comunicación Social d de la UCV, durante 27 años. 

### Obras
Los libros y trabajos periodísticos de Gloria Cuenca hacen énfasis en el tema de la ética periodística, la libertad de expresión, la veracidad de las noticias, el ejercicio del periodismo en Venezuela y en Democracia.  
Libros: 
- Ética para periodistas (1980) : Un estudio crítico de los principales problemas que afectan el ejercicio del profesional del periodismo en el campo jurídico-moral.[2]
- De regreso de la Revolución(2015).[3]
- Dimensiones de la comunicación y el periodismo[4]

Gloria Cuenca también comparte reflexiones y análisis a través de su Blog  el cual está "destinado a la orientación del quehacer político, intercambio de opiniones y análisis de la repercusión de la situación política venezolana en la salud y entorno cultural del país" 

## Premios y reconocimientos
En 1990, obtuvo el Premio Nacional de Periodismo, mención investigación por su libro Ética para periodistas.  Recibió el premio Orden Don José Solano y Bote, 2013. Esta orden fue creada por el Concejo Municipal del Municipio Chacao en el año 1997, con el propósito de enaltecer el trabajo productivo de eminentes ciudadanos, ciudadanas o instituciones por haber desarrollado labores orientadas al progreso y bienestar del Municipio.